# Северный синод Объединяющей церкви Австралии
Северный синод Объединяющей церкви Австралии (англ. Uniting Church in Australia, Northern Synod) — региональный совет Объединяющей церкви Австралии, отвечающий за приходы и пресвитерии на Северной территории, а также в северных частях Западной Австралии и Южной Австралии. Модератором с 20 июня 2015 года является преподобная Треси Маубой Вохангара, которая сменила Стюарта Макмиллана на этом посту.

## Пресвитерии
Северный Синод состоит из двух пресвитерий. Они не охватывают отдельные географические области. Вместо этого они представляют коренные и некоренные общины.

### Пилигримская пресвитерия Северной Австралии
Пилигримская пресвитерия Северной Австралии имеет 15 некоренных общин по всей Северной территории и северной части Западной Австралии. Он осуществляет надзор за пятью приходами (англ. patrol ministries), три из которых связаны с общинами.

### Северный региональный совет Конгресса
Северный региональный совет Конгресса является региональным комитетом Объединённого христианского конгресса аборигенов и островитян (англ. Uniting Aboriginal and Islander Christian Congress, UAICC), а также пресвитерией Северного синода. В его комитет входят представители более 28 общин австралийских аборигенов и жителей островов Торресова пролива.